# Cruz Tetela
Cruz Tetela es una localidad de 1000 habitantes, en el municipio de Omealca, estado de Veracruz de Ignacio de la Llave, sureste de México. El poblado se encuentra a unos 300 msnm.

## Turismo
Entre los puntos turísticos interesantes en los alrededores del pueblo se pueden mencionar: Córdoba aproximadamente a 31 km, El Pico de Orizaba a unos 69 km, la zona de monumentos históricos de la ciudad de Tlacotalpan  a  112 km y El Puerto de Veracruz a 83 km.
El aeropuerto internacional más cercano es el de la Ciudad de México que se encuentra a unos 262 km,

## Geografía
El poblado limita con:
- Norte: Emiliano Zapata y Pozorron.
- Sur:   San Pablo Ojo de Agua.
- Este:  Rancho Victoria.
- Oeste: Presidio y Paraíso.

## Clima
El clima de la zona es cálido-húmedo, con una temperatura media de 21,6 °C, lluvias abundantes en verano y principios de otoño y con menor intensidad en invierno.

## Cultura
Cruz Tetela festeja el día 4 de octubre la feria titular en honor a San Francisco de Asís, patrono del lugar, y el 3 de mayo el día de La Santa Cruz.